# هارتهورن، درابیشر
هارتهورن (به انگلیسی: Hartshorne) یک روستا و محله مدنی در بریتانیا است که در South Derbyshire واقع شده‌است. هارتهورن ۳٬۸۸۸ نفر جمعیت دارد.